# Marius Stan
Marius Stan (n. 5 iunie 1957, Hunedoara) este un fost fotbalist român și fostul președinte al FC Oțelul Galați. Pe lângă experiența de fotbalist a mai fost președintele echipelor Dunărea Galați, AFC Rocar București, FC Vaslui (a fost unul din fondatori) și Politehnica Iași (care în mandatul său a promovat în Liga I.

## Activitatea politică
A candidat la alegerile locale din 2008 din partea PNL pentru postul de primar al Galațiului.
A candidat din partea USL la alegerile locale din 10 iunie 2012 obținând un mandat de primar al orașului Galați. În septembrie 2014 demisionează din PNL și se înscrie în UNPR.